# 大野町
大野町（日语：／ Ōno chō */?）為岐阜縣揖斐郡所轄的町。揖斐川與根尾川在此合流，町的東西側與南側皆為河流所圍。